# Denny Morrison
Denny Morrison (ur. 8 września 1985 w Chetwynd) – kanadyjski łyżwiarz szybki, wielokrotny medalista olimpijski i mistrzostw świata.

## Kariera
Specjalizuje się w krótszych dystansach. Pierwszy medal w karierze zdobył w 2004 roku, kiedy podczas mistrzostw świata juniorów w Roseville, gdzie był drugi w biegu drużynowym. Wynik ten powtórzył na rozgrywanych rok później MŚJ w Seinäjoki. W 2006 roku wziął udział w igrzyskach olimpijskich w Turynie, gdzie wspólnie z Arne Dankersem, Stevenem Elmem, Jasonem Parkerem i Justinem Warsylewiczem zdobył kolejny srebrny medal. W indywidualnych startach był jedenasty na 1500 m i dziewiętnasty na 1000 m. Cztery lata później, podczas igrzysk w Vancouver Kanadyjczycy w składzie: Mathieu Giroux, Lucas Makowsky, Denny Morrison i François-Olivier Roberge sięgnęli po złoto w biegu drużynowym. W trzech startach indywidualnych najlepszy wynik uzyskał w biegu na 1500 m, który ukończył na dziewiątym miejscu. Brał także udział w igrzyskach olimpijskich w Soczi w 2014 roku, zdobywając srebrny medal na 1000 m i brązowy na 1500 m. W biegu drużynowym Kanadyjczycy zajęli tym razem czwarte miejsce, przegrywając walkę o podium z Polakami.
Morrison wielokrotnie też zdobywał medale mistrzostw świata. Pierwsze sukcesy osiągnął podczas mistrzostw świata na dystansach w Salt Lake City w 2007 roku, gdzie był drugi w biegu na 1000 m i sztafecie oraz trzeci na dystansie 1500 m. Rok później, na mistrzostwach świata w Nagano zwyciężył w biegu na 1500 m, a na dystansie 1000 m był trzeci. Kolejne dwa medale przywiózł z mistrzostw świata w Vancouver w 2009 roku, zdobywając odpowiednio brąz i srebro. Wywalczył też srebro w sztafecie na MŚ w Inzell w 2011 roku oraz złoto na 1500 m podczas MŚ w Heerenveen w 2012 roku.
Wielokrotnie stawał na podium zawodów Pucharu Świata. W sezonach 2007/2008, 2008/2009 i 2013/2014 był drugi w klasyfikacji końcowej na 1000 m. W sezonie 2005/2006 był drugi, a w sezonach 2006/2007 i 2009/2010 trzeci w klasyfikacji końcowej PŚ na 1500 m.
W 2008 roku w Calgary ustanowił rekord świata na dystansie 1500 m.
Jego brat, Jay Morrison również uprawia łyżwiarstw szybkie.

### Mistrzostwa świata
- Mistrzostwa świata na dystansach
  - złoto – 2008 (1500)
  - srebro – 2007 (1000 m, drużyna); 2009 (1000 m); 2011 (drużyna)
  - brąz – 2007 (1500 m); 2008 (1000 m); 2009 (1500 m)